# Spitfire (film)
Charlie Case (titlu original: Spitfire) este un film american de acțiune de aventură din 1995 regizat de Albert Pyun, inspirat din filmele cu James Bond. Rolurile principale au fost interpretate de actorii Lance Henriksen, Brion James și Sarah Douglas.

## Prezentare
Agentul britanic Richard Charles (Henriksen), urmărit de rivalii conduși de fosta sa amantă Carla, îi pune în secret fiicei sale Charlie un disc cu informații clasificate. Acum începe și ea să fie vânată. Dacă înainte Charlie a trebuit să riposteze împotriva admiratorilor enervanți, acum ea trebuie să se descurce cu bandiți înarmați.

## Distribuție
- Lance Henriksen - Richard Charles
- Debra Jo Fondren - Amanda Case
- Sarah Douglas - Carla Davis, spion sovietic care încearcă să recupereze codurile și dispusă să omoare pe oricine pentru a le obține
- Kristie Phillips - Charlie Case, fostă campioană americană la gimnastică, fiica lui Richard
- Tim Thomerson - Rex Beechum, jurnalist care relatează despre gimnaste
- Gary Schmoeller - Coach Crandall
- Terri Conn - Vicky
- Viktor Makhov - Russian Coach
- Jackie Brummer - Borokova
- Jessica G. Budin - Oga
- George Athens - Greek Medic
- Melanie Davies - Doris
- Jon H. Epstein - Willy (ca Jon Epstein)
- Chad Stahelski - Whit
- Simon Poland - Alain
- Al Evangelio - Bartender
- Tina Cote - Girl in Opening Credits (nemenționat)
- Brion James - Tough Guy (nemenționat)